# این تاچ ویکلی
این تاچ ویکلی (In Touch Weekly) مجله هفتگی آمریکایی است که به ستاره ها و افراد نامدار محبوب و مشهور و شایعات بی اساس مطرح شده و نظایر آن که در رابطه با آنان می باشد، می پردازد. این نشریه پیرامون مسائلی مثل: مد، زیبایی، روابط و شیوه زندگی متمرکز شده است. پرداختن به روابط جدید و دوستی های سوپر استارها موضوع مورد علاقه این مجله است. قیمت این مجله به نسبت مجله های رقیب کمتر می باشد.

## بیشتر بخوانید
Official website
In-Touch Calendar